# Eivor Olson
Olga Eivor Beatrice Olson (eller Olsson, senare Lagman), född 27 september 1922 i Lundby församling i Göteborg, död där 12 november 2016, var en svensk friidrottare (kastgrenar). Hon tävlade för Redbergslids IK och Göteborgs Kvinnliga IK. Hon utsågs år 1948 retroaktivt till Stor grabb/tjej nummer 133.
Vid de olympiska spelen i London 1948 kom hon på elfte plats i kulstötning (11,84 m; 12,62 m). Vid OS 1952 i Helsingfors kom hon på trettonde plats i grenen (12,46 m; 12,70 m).
År 1946 var hon med i EM i Oslo där hon kom 5:a (11,43 m).